# ミナロ
株式会社ミナロ（英称:Minaro Co.,Ltd. ）は、神奈川県横浜市にある木型、治具メーカー。
木型モデル製作、デザインモックアップ製作、検査治具設計・製作を主な事業としている。
また、材料販売事業のケミカルウッド壱番店、インテリア事業の横浜ハーバリウム弐番店とエポキシアート協会の運営をしている。

## 概要
前職場の廃業に伴い、2002年に創設。
「情報発信、BtoC、連携連帯」をキーワードに、中小製造業の世界で、いち早くブログやSNSを取り入れ、顧客数を1000倍にした。
地域の子ども達へ、体験彫刻などのワークショップを開催、将来の技術者候補のきっかけを作っている。
2012年に『全日本製造業コマ大戦』を立ち上げ、2015年2月には『世界コマ大戦』を開催し、7カ国の海外チームが参戦する等、世界を巻き込む一大プロジェクト事業に発展した。

## 沿革
- 2002年8月 緑川賢司が横浜市金沢区に木型治具製造工場として有限会社ミナロを立ち上げる
- 2004年11月 材料販売サイト『ケミカルウッド壱番店』をオープン
- 2005年 4月 横浜金沢産業団地　技者王国設立[4]
- 2006年 3月 工場移転
- 2006年 6月 資本金1000万円に増資、株式会社ミナロに組織変更
- 2008年 9月 『心技隊』設立[5]
- 2009年 8月 子会社『株式会社MTU』を設立
- 2012年 2月 全日本製造業コマ大戦 第1回 全国大会
- 2013年 2月 全日本製造業コマ大戦 第2回 全国大会
- 2013年 4月 任意団体『全日本製造業コマ大戦協会』設立
- 2015年 2月 世界コマ大戦2015開催
- 2015年12月 『NPO法人全日本製造業コマ大戦協会』へ組織変更
- 2016年 3月 『株式会社MTU』を『OCASILA inc.』に組織変更
- 2017年 8月 ハンドメイドインテリア事業『横浜ハーバリウム弐番店』をオープン
- 2020年 8月 『エポキシアート協会』を設立

## 製品・サービス
木型モデル製作、デザインモックアップ製作、検査治具設計・製作、材料販売